# 经贸学校站
经贸学校站是徐州地铁3号线的地铁车站，位于中华人民共和国江苏省徐州市鼓楼区驮篮山路与金工路交叉口，于2024年12月3日开通。

## 车站结构
经贸学校站沿驮篮山路东西设置，为地下三层岛式站台车站，车站长185米，车站地下一层为站厅层，地下三层为站台层，站台设置全高站台门。建设中的4号线车站沿金工路南北设置，为地下二层岛式站台车站，车站长257.6米，车站地下一层为站厅层，地下二层为站台层，两线预计将采用T型换乘形式，换乘节点连接3号线站台西侧与4号线站台中部。
|               |  | 未來 █ 4号线预留轨道 |
| 未啟用 · 島式 |  |                      |
|               |  | 未來 █ 4号线预留轨道 |

|                   |  | █ 3号线往银山（金山桥）   |
| 島式 · 開左邊车门 |  |                           |
|                   |  | █ 3号线往振兴大道（蟠桃） |

## 车站出口
经贸学校站目前开放4个出入口，各出口及周围设施如下所示：
| 出口编号            | 照片 | 出口指示         | 建议前往的目的地                           |
| ------------------- | ---- | ---------------- | ------------------------------------------ |
| 1 · 出口            |      | 驮篮山路（北侧） | 徐工集团徐州筑路机械公司                   |
| 2 · 出口 · （设有） |      | 金工路（东侧）   | 徐州徐工传动科技有限公司                   |
| 5 · 出口            |      | 金工路（东侧）   | 碧螺山农贸市场，江苏省徐州经贸高等职业学校 |
| 6 · 出口            |      | 驮篮山路（南侧） | 江苏威拉里科技有限公司研发基地             |
| 图例： 设有         |      |                  |                                            |

## 接驳交通

### 公交车
- 经贸学校地铁站：93路
- 碧螺山农贸市场：55路，55路夜班

## 车站历史
本站工程名为驮蓝山路站，正式站名为经贸学校站，以车站临近的江苏省徐州经贸高等职业学校命名。
- 2023年
  - 3月2日，3号线车站主体结构封顶[3]。
  - 12月17日，4号线车站主体结构封顶[4]。
- 2024年12月3日，车站随3号线二期通车开通[1]。